# Augusta Savage

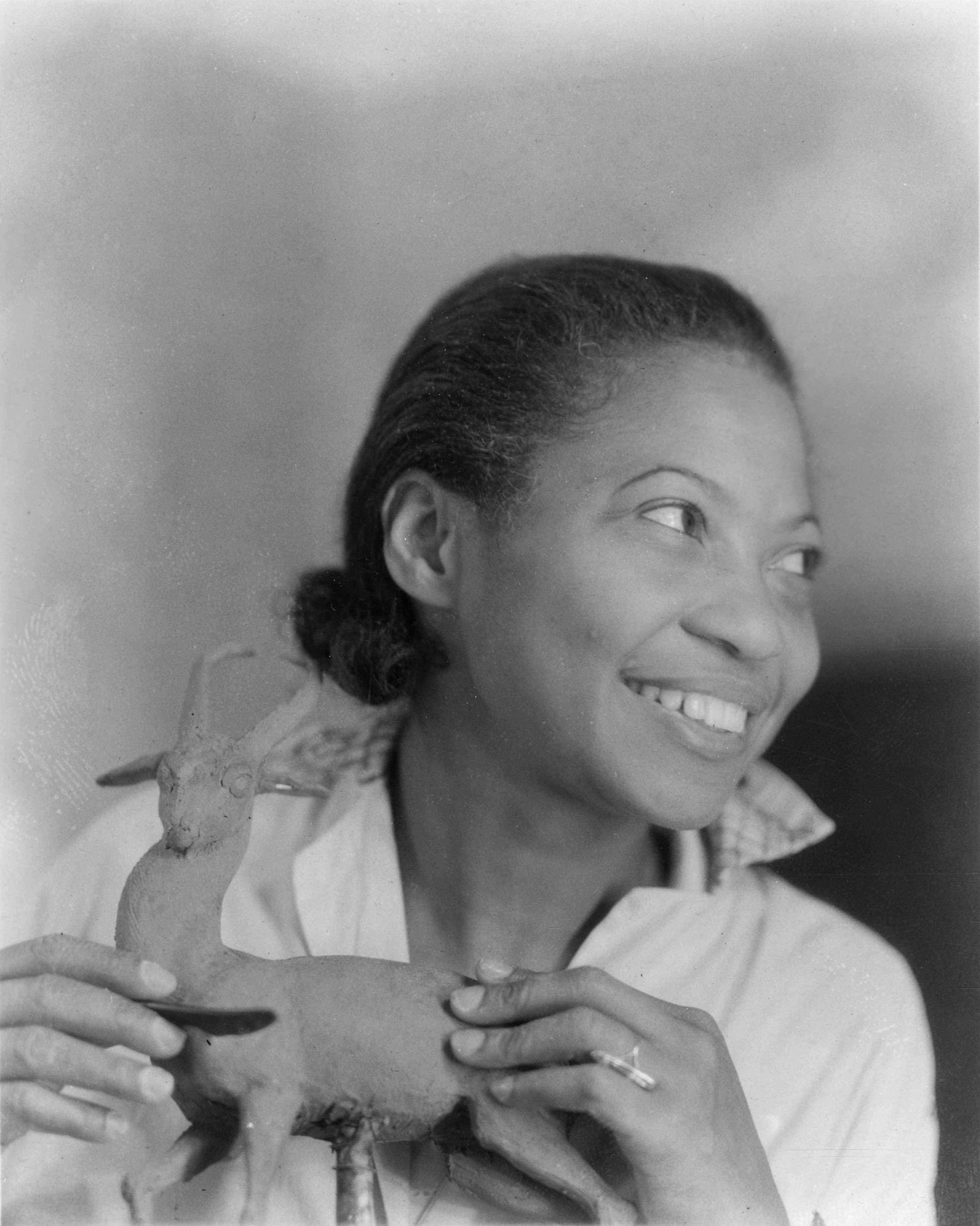
Augusta Savage, ca. 1930er – 1940er

Augusta Savage (* 29. Februar 1892 in Green Cove Springs, Florida, als Augusta Christine Fells; † 26. März 1962 in New York City) war eine US-amerikanische Bildhauerin und wichtigstes weibliches Mitglied der Harlem Renaissance. Als erste Afroamerikanerin wurde sie in die National Association of Women Painters and Sculptors aufgenommen und steuerte auf der Weltausstellung New York World’s Fair im Jahr 1939 als einzige Schwarze und nur eine von vier Frauen eine Skulptur bei. Neben ihrer Tätigkeit als Künstlerin setzte sie sich für die Rechte der Schwarzen und gegen Rassismus ein.

## Leben

### Kindheit und Jugend
Augusta wurde als siebtes von vierzehn Kindern geboren. Ihre Eltern waren Cornelia Murphy und der methodistische Pfarrer Edward Fells. Bereits als Kind liebte sie es, Tierfiguren aus Ton zu formen. Allerdings legte ihr Vater das Bilderverbot sehr streng aus und untersagte es ihr, „Götzenbilder“ herzustellen. Augusta sagte später: „Mein Vater schlug mich vier- oder fünfmal pro Woche und prügelte mir beinahe alle Kunst aus.“ Im Jahr 1907 zog die Familie nach West Palm Beach, wo die fünfzehnjährige Augusta John T. Moore kennenlernte und heiratete. Kaum ein Jahr später kam ihre Tochter Irene Connie zur Welt. Ihr Ehemann starb jedoch bereits im Jahr 1911.
Während eines Schulausflugs entdeckte Augusta eine Töpferwerkstatt, dessen Inhaber ihr aufgrund ihrer Begeisterung einen Tonklumpen schenkte. Zu Hause knetete sie ihn zu einer Figur der Jungfrau Maria, die ihrem Vater so gefiel, dass er ihr gestattete, ihre Kunst wieder aufzunehmen. Auch dem Schuldirektor fiel ihr Talent auf, woraufhin sie ihren Mitschülern Unterricht im Modellieren geben durfte. Nach dem Schulabschluss wurde sie als Lehrerin eingestellt und heiratete im Jahr 1915 den Zimmermann James Savage. Obwohl die Ehe bald geschieden wurde, behielt sie seinen Namen bis an ihr Lebensende.
Im Jahr 1919 erregten ihre Figuren die Aufmerksamkeit des Dichters und Anwalts George Graham Currie, der ihr daraufhin gegen Widerstände von außen einen Stand auf dem Jahrmarkt zur Verfügung stellte. Ihre Kunst war ein solcher Erfolg auf dem Jahrmarkt, dass sie den damals stattlichen Erlös von 175 US-Dollar einnahm und obendrein für eine Skulptur Curries einen Preis von 25 US-Dollar gewann. Die lokale Zeitung beschrieb die Büste als „so lebensecht, dass man die Brille auf seiner Nase sehen konnte.“ Obwohl Schwarze aufgrund des vorherrschenden Rassismus deutlich weniger Möglichkeiten hatten als Weiße, ermutigte Currie sie daraufhin, Kunst zu studieren.

### Studium
Zunächst zog Augusta 1920 nach Jacksonville, um dort Arbeit als Bildhauerin zu finden. Da es kaum Aufträge gab, schrieb sie sich am Florida Agricultural and Mechanical College for Negroes ein. Ein Jahr später ermöglichte Currie ihr jedoch im Zuge der Great Migration einen Umzug nach New York und gab ihr einen Empfehlungsbrief für den Bildhauer Solon Borglum auf den Weg. Dieser empfahl sie für ein Studium an der Cooper Union, eine der wenigen Schulen dieser Zeit, die sowohl weiße als auch schwarze Männer sowie Frauen zuließ. Einen Tag nachdem Augusta sich beworben hatte, wurde sie von der Schule akzeptiert, vor 142 anderen, männlichen Mitbewerbern. Da die Schule keine Studiengebühren verlangte, musste Augusta lediglich ihren Lebensunterhalt als Reinigungskraft verdienen und zog nach Harlem.

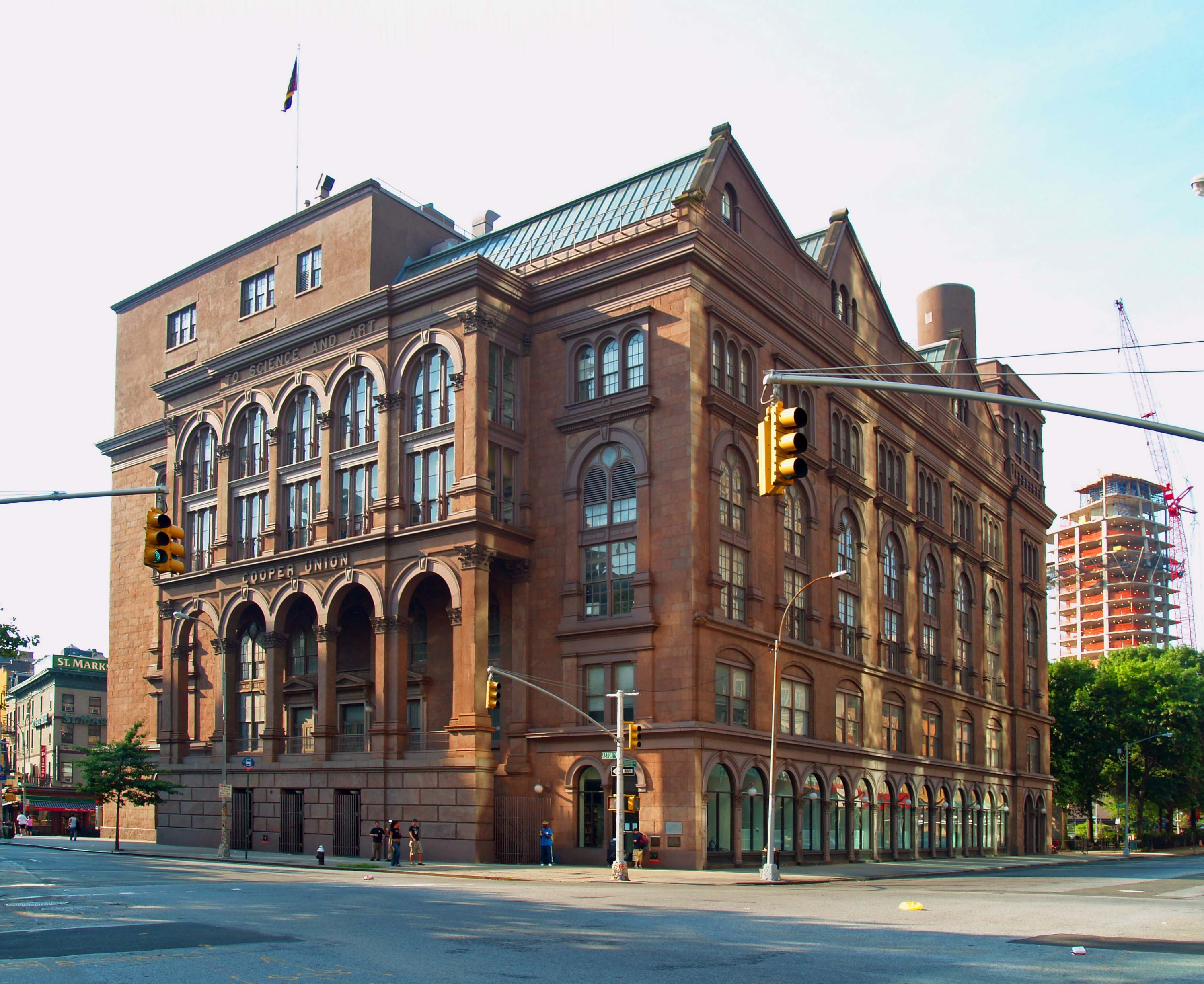
Cooper Union

In dieser Zeit fertigte sie im Auftrag der New York Public Library eine Büste von W. E. B. Du Bois an. Ihre Begabung beeindruckte die Schule so sehr, dass sie ihr zur Deckung ihrer Lebenserhaltungskosten ein Stipendium gaben und sie mit dem Bildhauer George Brewster studieren ließen. Dennoch erlebte Augusta die Diskriminierung der Schwarzen am eigenen Leib. 1923 qualifizierte sie sich für ein Stipendium in Frankreich, wurde jedoch aufgrund ihrer Hautfarbe abgelehnt, da ihre weißen Mitstudentinnen sich beschwerten, mit einem „farbigen Mädchen“ reisen zu müssen. Zornig schrieb Augusta der New York World:

„Ich höre so viele Beschwerden, dass Schwarze nicht die Gelegenheiten zur Bildung ergreifen, die sich ihnen bieten. Nun, einer der Gründe, warum nicht mehr meiner Rasse nach höherer Bildung streben ist, dass sobald einer von uns den Kopf über die Masse erhebt, Millionen Füße bereit sind, ihn wieder hinab auf die tote Ebene der Gewöhnlichkeit zu treten, was eine rassistische Kulturgrenze in unserer Republik erschafft. Denn wie soll ich mich mit anderen amerikanischen Künstlern messen, wenn ich nicht die selbe Gelegenheit bekomme?“

Obwohl Augusta auf diese Weise in den Zeitungen viel Aufmerksamkeit und Sympathie erhielt, blieb das Komitee bei seiner Entscheidung. Herman MacNeil, Mitglied der National Sculptor Society und Augustas Fürsprecher, gab ihr jedoch die Möglichkeit, in seinem Studio auf Long Island ihre Fähigkeiten weiter zu verfeinern. Nachdem sie sich mit der Büste Du Bois’ einen Namen gemacht hatte, gewann Augusta nun den Auftrag, Marcus Garvey darzustellen. Durch dessen Bekanntschaft lernte sie ihren dritten Ehemann kennen, Robert L. Poston, den sie im Oktober 1923 heiratete. Allerdings war die Ehe nur von kurzer Dauer. Auf einer Reise nach Liberia infizierte sich Poston mit Lungenentzündung und starb auf hoher See. Eine Tochter, die aus dieser Ehe hervorging, starb nur zehn Tage nach ihrer Geburt. Augusta blieb daraufhin bis an ihr Lebensende unverheiratet. Sie erlangte ihren Abschluss an der Cooper Union nach drei statt der üblichen vier Jahre.

### Künstlerin der Harlem Renaissance
Kurz nach dem Tod ihres Ehemannes traf Augustas Familie ein weiterer Schicksalsschlag. Das Haus ihrer Eltern in West Palm Beach wurde von einem Hurrikan zerstört, wobei ihr Bruder starb und ihr Vater erlitt einen Schlaganfall. Daraufhin zog die neunköpfige Familie in Augustas kleine Wohnung in Harlem. Um sie finanziell zu unterstützen, nahm sie eine Stelle in einer Wäscherei an, baute jedoch ihren Keller zu einem Studio um, wo sie auch Unterricht erteilte. Der Maler Norman Lewis erzählte:

„Ich entdeckte sie, als ich ungefähr 23 oder 24 war. Wir lebten auf der 143. Straße zwischen Lenox und 7. und ich ging oft bei ihr vorbei und sah in den Keller und sah diese Frau, die Skulpturen anfertigte. Und es faszinierte mich, ihre Fähigkeit, den Ton mit ihren Händen zu verarbeiten. Und eines Tages war ich mutig genug in den Keller zu gehen und ihr zu sagen, dass ich interessiert war und lernen wollte. Sie war sehr offen und ließ mich in ihrer Werkstatt arbeiten und ich fing als Bildhauer an.“

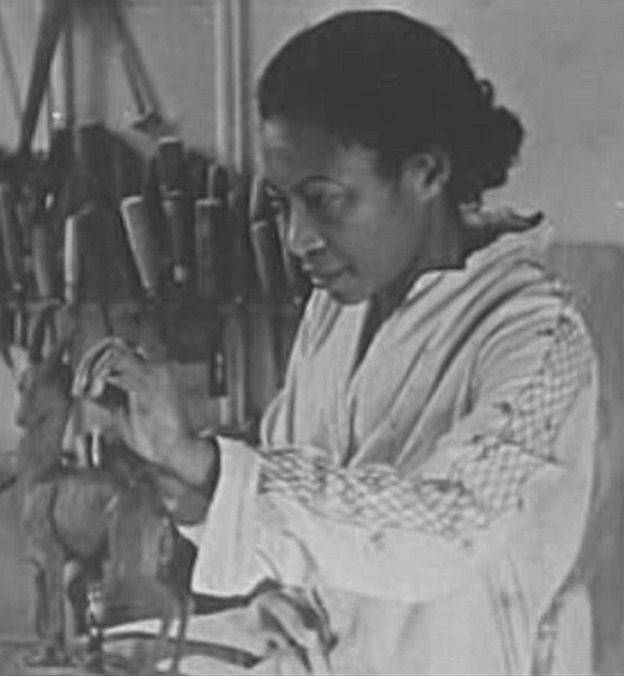
Augusta Savage in ihrem Studio in Harlem, ca. 1934

Da ihre Familie von ihr abhängig war, musste Augusta 1925 ein Stipendium der Accademia di Belle Arti di Roma ausschlagen, das sie mit Du Bois’ Hilfe gewonnen hatte. Dennoch fertigte sie weiterhin Skulpturen und Büsten an, die sie regelmäßig ausstellte, u. a. in der William E. Harmond Foundation, der New York Public Library und auf der Sesquicentennial Exposition. Sie gehörte zu den ersten Künstlern, die fortwährend Schwarze porträtierten. Im Jahr 1929 erschien das Abbild ihres achtjährigen Neffen Ellis Ford unter dem Namen Gamin auf der Titelseite des Magazins Opportunity. Als eins der wenigen überlebenden Werke Augusta Savages kann die Büste heute im Smithsonian American Art Museum besichtigt werden.
Dadurch erregte sie die Aufmerksamkeit von Eugene Kinckle Jones, einer Führungsfigur innerhalb der National Urban League, der gemeinsam mit der afroamerikanischen Gemeinde die Fördergelder für ein zweijähriges Stipendium des Julius Rosenwald Funds organisierte. Mit diesen Mitteln war es Augusta endlich möglich, in Paris zu studieren, wo sie die Académie de la Grande Chaumière besuchte und mit Künstlern wie Charles Despiau zusammenarbeitete. Ihre Kunstwerke wurden im Salon d’Automne, im Salon du Printemps und auf der Pariser Kolonialausstellung gezeigt, was ihr internationale Anerkennung einbrachte. Mit Hilfe der Carnegie Foundation bereiste sie des Weiteren Belgien und Deutschland.
Zwischen 1931 und 1932 kehrte Augusta nach New York zurück und stellte in der Argent Gallery und den Anderson Art Galleries aus. Aufgrund der Great Depression erhielt sie jedoch kaum Aufträge, weshalb sie in ihrem Savage Studio of Arts and Crafts Schüler unterrichtete, teilweise gegen Bezahlung. Ihr Studio wurde innerhalb der nächsten Jahre zu einem Treffpunkt für schwarze Intellektuelle. „Wenn ich einen dieser Jugendlichen inspirieren kann, das Talent, das sie besitzen, zu entwickeln, dann wird ihr Werk mein Denkmal sein“, erklärte sie in einem Interview. „Niemand könnte sich mehr wünschen als das.“ Ihr Schüler Jacob Lawrence, der ihr als Fünfzehnjähriger das erste Mal begegnete, sagte über sie:

„Ein paar Jahre später gab sie den Ausschlag dafür, dass ich professioneller Künstler wurde, einfach weil sie meine Arbeit mochte. Landesweit war sie in den schwarzen Gemeinden und wahrscheinlich allen amerikanischen Gemeinden bekannt, wenn man von schwarzen Künstlern sprach. Augusta war einer der großen Namen.“

1937 wurde ihre Schule als Harlem Community Art Center in einer neuen Örtlichkeit mit über 1000 Studenten eröffnet. Bei der Einweihungsfeier war die First Lady Eleanor Roosevelt anwesend. Augusta selbst wurde die erste Direktorin der Schule, die zahlreiche schwarze Künstler beeinflusste, u. a. den Autor und Illustrator Elton Fax und die Bildhauerin Gwendolyn Knight. Dennoch fertigte sie weiterhin eigene Skulpturen an, darunter Abbilder von James Weldon Johnson, Frederick Douglass und W. C. Handy. Nach der Anfertigung einer Büste von Luke Theodore Upshure wurde Augusta im Jahr 1934 als erste afroamerikanische Frau in die National Association of Women Painters and Sculptors gewählt. Auch gehörte sie 1935 zu den Mitbegründern der Harlem Artists Guild, die es zum Ziel hatte, die Bedingungen und die Anerkennung schwarzer Künstler zu verbessern.
1937 erhielt sie schließlich den Auftrag, eine Skulptur für die Weltausstellung im Jahr 1939 beizusteuern, die den Beitrag der Schwarzen zu amerikanischer Musik symbolisieren sollte. Zu diesem Zweck verließ Augusta vorübergehend, wie sie glaubte, die Schule und erschuf das 16 Fuß (etwa 4,88 Meter) hohe Kunstwerk Lift Ev'ry Voice and Sing, inspiriert von James Weldon Johnsons gleichnamigem Lied. Dazu stellte sie zwölf junge, schwarze Chorsänger als Saiten einer Harfe dar, deren Resonanzdecke von einem ausgestreckten Arm und deren Fuß von einem sitzenden Mann mit dem Liedtext in den Händen gebildet wird. Da ihr keine Mittel zur Verfügung gestellt wurden, die Skulptur in Bronze zu gießen, benutzte sie stattdessen dunkelgrau angemalten Gipsmörtel. Die Skulptur, umgangssprachlich als Die Harfe bezeichnet, war ihr bislang größter Erfolg und auf der Weltausstellung wurden Miniaturen und Postkarten verkauft. Allerdings hatte Augusta nach der Weltausstellung keine Möglichkeit, die Harfe zu lagern, weshalb sie von den Bauarbeitern, die die Ausstellung abbauten, zusammen mit anderen Kunstwerken zerstört wurde.

### Späte Jahre
Als sie nach der Weltausstellung an das Harlem Community Art Center zurückkehren wollte, musste Augusta feststellen, dass ihre Stelle neu besetzt worden war. Sie eröffnete ihre eigene Kunstgalerie namens Salon of Contemporary Negro Art, die erste Galerie für schwarze Künstler, musste sie jedoch mangels Verkäufen nach wenigen Monaten wieder schließen. 1940 versuchte sie eine Tour durch neun Städte zu organisieren und stellte ihre Kunstwerke in Chicago aus. Obwohl sie viele Besucher anlockte, verkaufte sie fast nichts und die Rückreise nach New York mit ihren Skulpturen stellte sich als so kostspielig heraus, dass sie gezwungen war, diverse Werke zurückzulassen oder zu zerstören. Während des Zweiten Weltkriegs wurden dem Harlem Community Art Center die Fördergelder gestrichen, so dass es letztendlich schließen musste.
Im Jahr 1945 zog die Künstlerin schließlich im Alter von 53 Jahren nach Saugerties in den Catskill Mountains. Dort lebte sie in ärmlichen Verhältnissen ohne fließendes Wasser oder Elektrizität, zog ihr eigenes Gemüse und züchtete Hühner. Obwohl sie nach wie vor in Sommerferienlagern Kindern Kunstunterricht gab, fertigte sie keine eigenen Werke mehr an. Stattdessen hielt sie sich mit verschiedenen Tätigkeiten über Wasser, half auf einer Pilzfarm und kümmerte sich um die Mäuse in einem Krebsforschungslabor. Auch schrieb sie Kindergeschichten und Krimis, fand jedoch keinen Verleger. 1962 zog sie schließlich aufgrund einer Krebserkrankung zurück nach Harlem zu ihrer Tochter. Sie starb im Alter von 70 Jahren am 26. März 1962.

## Kunstwerke (Auswahl)
- A Woman of Martinique

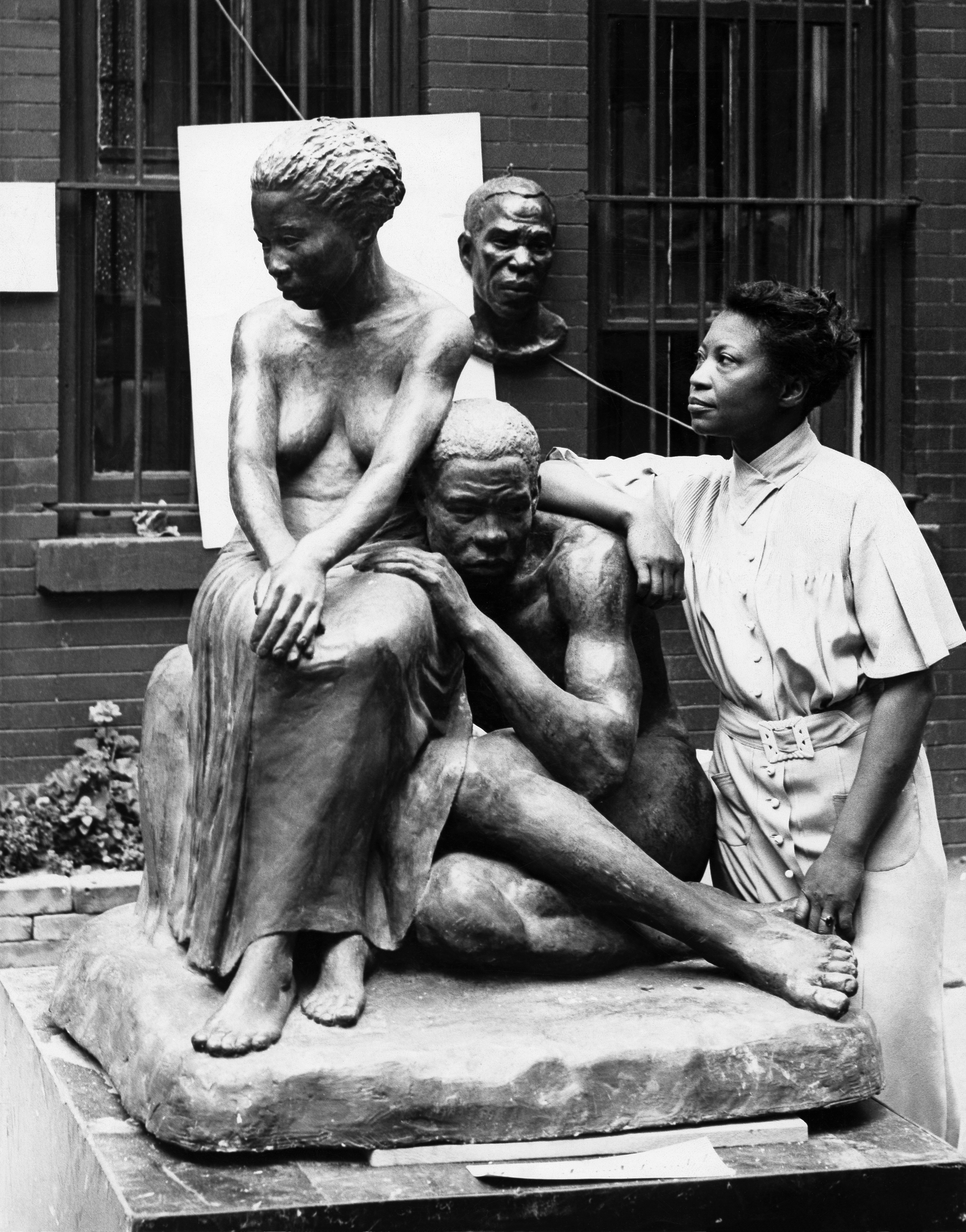
Augusta mit ihrer Skulptur Realization, ca. 1938

- Büsten von W.E.B. Du Bois, Marcus Garvey, Frederick Douglass, James Weldon Johnson und Gwendolyn Knight
- Bust of a Woman
- Envy
- Evening
- Gamin, Büste ihres Neffen
- Head of a Negro
- La Citadelle Freedom
- Laughing Boy
- Lift Every Voice and Sing, auch bekannt als Die Harfe
- Realization
- Terpsichore at Rest
- The Abstract Madonna
- The Pugilist
- The Tom Tom

Von Augusta Savage sind nur wenige originale Kunstwerke erhalten. Die größte erhaltene Sammlung befindet sich in der New York Public Library. Dennoch existieren zeitgenössische Fotografien ihrer Werke und Miniaturkopien der Harfe. Auch gibt es gegenwärtige Versuche, die Harfe in Originalgröße in Bronze zu gießen.

## Ausstellungen (Auswahl)
Einzelausstellungen:
- Grande Chaumière, Paris, 1929
- Salon d'Automne, Paris, 1930
- Argent Galleries, New York and Art Anderson Gallery, New York, 1932
- Argent Galleries, New York and New York World's Fair, 1939
- New York Public Library, 1988
- Augusta Savage: Renaissance Woman, Cummer Museum of Art and Gardens, Jacksonville, 2019[18]

Gruppenausstellungen:
- Argent Galleries, New York, 1934
- Argent Galleries, New York, 1938
- American Negro Exposition, Tanner Art Galleries, Chicago, 1940
- Newark Museum, New Jersey, 1990
- Three Generations of African-American Women Sculptors, Afro-American Historical and Cultural Museum, Philadelphia, 1996

- The Harlem Renaissance and Transatlantic Modernism, Metropolitan Museum of Art, New York, 2024[19]

## Würdigungen
In Savages letztem Wohnort Saugerties wurde die Augusta Savage Road nach ihr benannt sowie das Augusta Savage House and Studio im National Register of Historic Places eingetragen.
2004 wurde in Baltimore das Augusta Savage Institute of Visual Arts eröffnet.
Von ihrer Geburtsstadt Green Cove Springs wurde Augusta für die Ruhmeshalle Florida Artist Hall of Fame nominiert und im Frühling 2008 aufgenommen. An ihrem tatsächlichen Geburtsort steht heutzutage ein nach ihr benanntes Gemeindehaus.